# Apeadeiro de Miramar
O apeadeiro de Miramar, originalmente denominado de Gulpelhares, é uma gare da Linha do Norte, que serve a localidade de Miramar, no concelho de Vila Nova de Gaia, em Portugal.

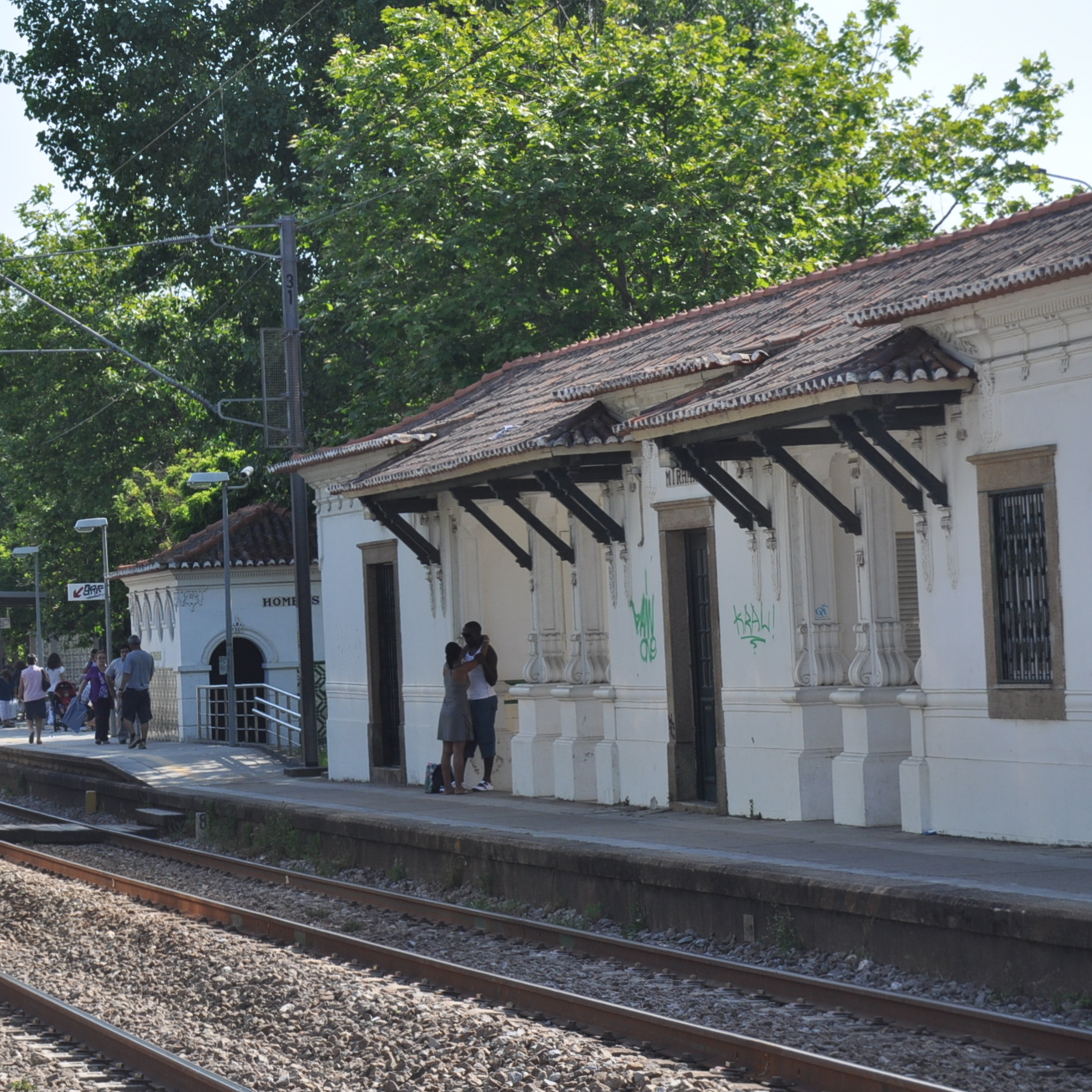
Alpendres do edifício de passageiros.

## Descrição

### Localização e acessos
Este apeadeiro está situado junto à Rua de Moreira Lobo, no concelho de Vila Nova de Gaia.

### Infraestrutura
Como apeadeiro em linha em via dupla, esta interface apresenta-se nas duas vias de ciculação (I e II) cada uma acessível por sua plataforma — ambas de 150 m de comprimento e com 90 cm de altura. O edifício de passageiros situa-se do lado poente da via (lado esquerdo do sentido ascendente, para Campanhã).

### Serviços
Miramar é utilizado pelos serviços urbanos do Porto da operadora Comboios de Portugal.

## História

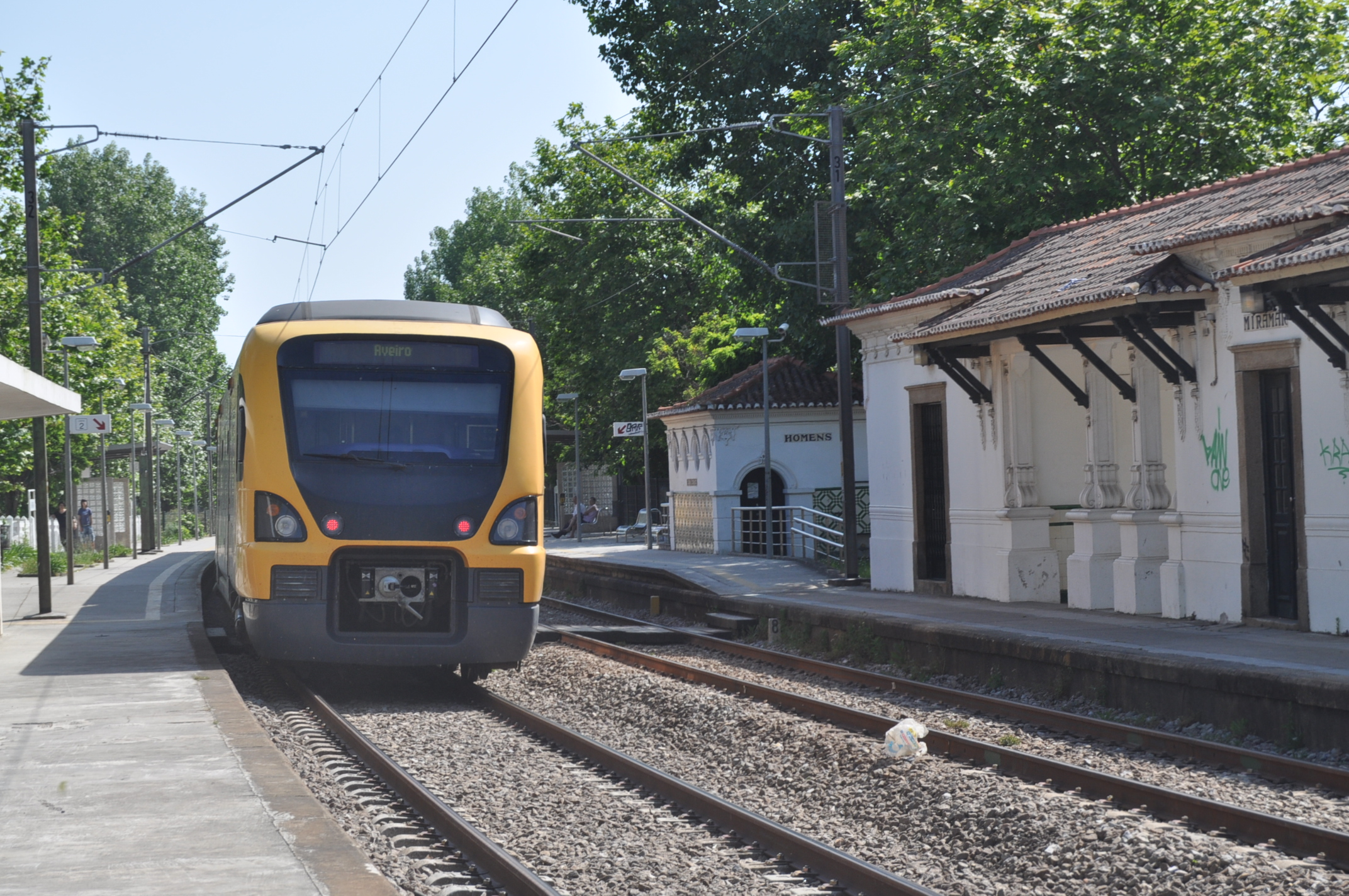
Vista do apeadeiro, em 2010.

O tramo entre Vila Nova de Gaia e Estarreja da Linha do Norte foi inaugurado pela Companhia Real dos Caminhos de Ferro Portugueses no dia 8 de Julho de 1863. Embora inicialmente só estivessem previstas três estações (Devesas, Valadares e Granja), as festividades do Senhor da Pedra justificaram, logo em 1864, o estabelecimento de circulações extraordinárias de comboios nos dias de festas, entre as Devesas e a passagem de nível situada ao quilómetro 324,55 — atualmente designada passagem de nível das Moutadas. Em 1901 é criado o apeadeiro de Gulpelhares, algumas centenas de metros a sul desta passagem de nível, imediatamente a norte da passagem de nível da estrada de Arcozelo ao Senhor da Pedra (atual Avenida de Vasco da Gama), referindo-se nominalmente à povoação de Gulpilhares, situada a nordeste do local. No ano seguinte, é inaugurada a segunda via de caminho de ferro entre as Devesas e a Granja, passando o apeadeiro a contar com duas plataformas de 100 m de comprimento. A sul da passagem de nível é erguida uma pequena casa do guarda. Em 1905, o apeadeiro altera a sua designação de Gulpilhares para Mira e, em 1910, para Miramar.
A crescente afluência de população à Praia de Miramar e a pressão da sua comissão de melhoramentos, levou o Governo a aprovar a construção de um novo edifício, no local da casa do guarda. O projeto data de 1926 e é assinado pelo arquiteto Fernando Perfeito de Magalhães — autor de diversos projetos de construção ou ampliação de estações, tais como, Aveiro, Caldas da Rainha, Santarém e Vila Franca de Xira — e previa um posto de socorros, no topo sul, seguindo-se para norte, duas divisões abertas para entrada e saída de passageiros, bilheteiras, telégrafo, vestíbulo e uma arrecadação. A sul, foi erguida uma pequena edificação destinada a retretes. A inauguração dos edifícios do apeadeiro de Miramar ocorreu no dia 1 de junho de 1928, a tempo das festividades do Senhor da Pedra.

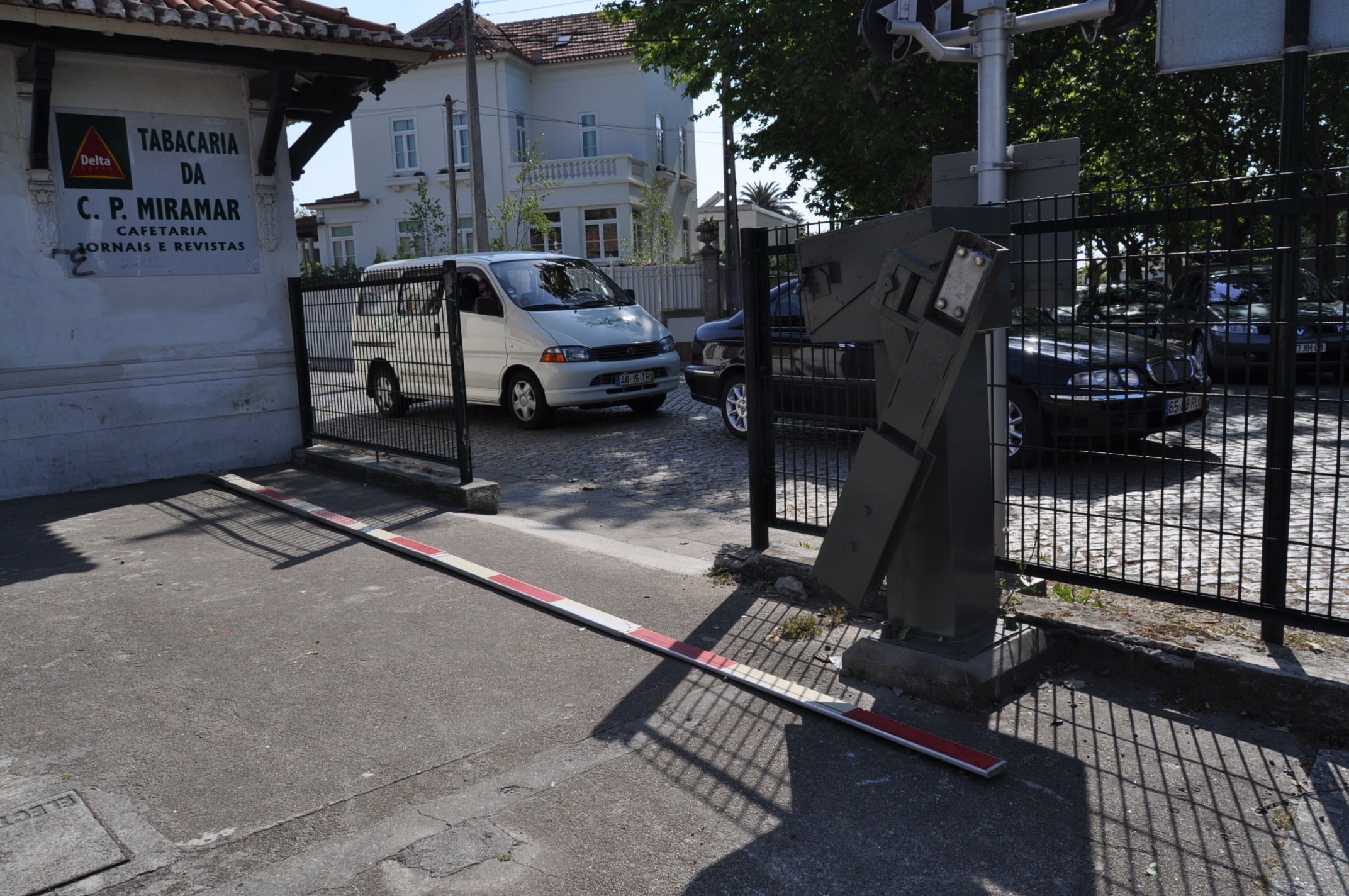
Passagem de nível a norte do apeadeiro.

Recorrendo a uma linguagem eclética, o apeadeiro de Miramar é um edifício ímpar na arquitetura ferroviária, incluindo detalhes de alegadas tradições locais: frontões contracurvados, chaminés, alpendres e diversos elementos revivalistas. Preserva ainda grande parte da sua autenticidade, apesar da zona mais a norte, inicialmente reservada à saída de passageiros, ter sido fechada para a criação de um quiosque. As bilheteiras encerraram na década de 1980 e os comboios têm atualmente um novo ponto de paragem, a sul das retretes, onde foram construídos novos abrigos e uma plataforma mais elevada, na primeira década de século XXI. No verão de 2018, foram realizados trabalhos de manutenção e requalificação de todo o espaço.

## Leitura recomendada
- QUEIRÓS, Amílcar (1976). Os Primeiros Caminhos de Ferro de Portugal: As Linhas Férreas do Leste e do Norte. Coimbra: Coimbra Editora. 45 páginas
- RIBEIRO, Manuel; RIBEIRO, José da Silva (2008). Os Comboios em Portugal: Do Vapor à Electricidade. Volume 4 de 5. Lisboa: Terramar - Editores Distribuidores e Livreiros, Lda. 238 páginas. ISBN 9789727104161
- SALGUEIRO, Ângela (2008). A Companhia Real dos Caminhos de Ferro Portugueses: 1859-1891. Lisboa: Univ. Nova de Lisboa. 145 páginas